# Before This World
| Đánh giá chuyên môn | Đánh giá chuyên môn |
| Điểm trung bình     | Điểm trung bình     |
| Nguồn               | Đánh giá            |
| ------------------- | ------------------- |
| Metacritic          | 65/100              |
| Nguồn đánh giá      |                     |
| Nguồn               | Đánh giá            |
| AllMusic            | [ 2 ]               |
| The Telegraph       | [ 3 ]               |
| Daily Mail          | [ 4 ]               |
| Newsday             | A                   |
| Rolling Stone       | [ 6 ]               |

Before This World là album phòng thu thứ mười bảy của ca sĩ-nhạc sĩ người Mỹ James Taylor. Album phát hành vào ngày 15 tháng 6 năm 2015. Đây là album đầu tiên của Taylor được hoàn thiện dựa trên chất liệu gốc kể từ sau October Road (2002). Ông thu âm album trong một cái kho thóc thuộc sở hữu cá nhân ở miền Tây Massachusetts với Steve Gadd chơi trống và Jimmy Johnson chơi bass. Tháng 4 năm 2015, Taylor thông báo sẽ tổ chức một chuyến lưu diễn ngắn trên phạm vi toàn Hoa Kỳ, kéo dài từ ngày 2 tháng 7 đến ngày 6 tháng 8 để quảng bá cho album.

## Bối cảnh sản xuất
Album gần đây nhất của James Taylor được hình thành trên chất liệu nguyên bản là October Road, được phát hành vào năm 2002. Sau đó, Taylor không chú trọng vào việc viết chất liệu mới trong nhiều năm liền. Ông nảy ra ý nghĩ sẽ không bao giờ phát hành một album gốc nào nữa, và thuyết phục người thân, bạn bè, rằng sẽ là tốt nhất nếu ông cắt đứt các mối liên hệ với mọi thứ xung quanh. Không lâu sau ông chuyển ra sống một mình ở một căn hộ gần bờ sông tại Newport, Rhode Island để tập trung viết album.

## Diễn biến thương mại
Before This World ra mắt ở vị trí quán quân bảng xếp hạng US Billboard 200, bán ra 97.000 đơn vị tính đến hết ngày 21 tháng 6, qua đó trở thành album quán quân đầu tiên của James Taylor trên bảng xếp hạng. Thành tích này giúp cho Taylor vượt qua Black Sabbath để trở thành nghệ sĩ có số năm chờ đợi để đạt được album quán quân đầu tiên nhiều thứ hai trong lịch sử của bảng xếp hạng — 45 năm kể từ album đầu tiên lọt vào top 200, Sweet Baby James (1970). Ông chỉ xếp sau Tony Bennett, nghệ sĩ đạt được album quán quân đầu tiên sau 54 năm. Thêm vào đó, ông đã có 11 album lọt vào top 10 trước khi giành được album quán quân đầu tiên. Con số này chỉ đứng sau Neil Diamond, người có nhiều hơn ông 3 album top 10. Tuần thứ hai trên bảng xếp hang, album tụt xuống vị trí #5 với doanh số đạt 50.000 bản.
Trên bảng xếp hạng UK Albums Chart, album khởi động ở vị trí #4 với doanh số 13.801 bản, trở thành album thứ tư của Taylor lọt vào top 10. Album cũng sánh ngang với The Best of James Taylor (2003) để trở thành album đạt vị trí cao nhất trong sự nghiệp của ông trên thị trường Anh, khi cả hai album cùng đạt đến vị trí số 4.

## Danh sách và thứ tự các bài hát
- Tất cả bài hát đều được viết bởi James Taylor, trừ các bài được ghi chú.

| Before This World — Phiên bản chuần | Before This World — Phiên bản chuần                        | Before This World — Phiên bản chuần | Before This World — Phiên bản chuần |
| STT                                 | Nhan đề                                                    | Sáng tác                            | Thời lượng                          |
| ----------------------------------- | ---------------------------------------------------------- | ----------------------------------- | ----------------------------------- |
| 1.                                  | "Today Today Today"                                        |                                     | 3:09                                |
| 2.                                  | "You and I Again"                                          |                                     | 3:52                                |
| 3.                                  | "Angels of Fenway"                                         |                                     | 3:18                                |
| 4.                                  | "Stretch of The Highway"                                   |                                     | 5:32                                |
| 5.                                  | "Montana"                                                  |                                     | 3:25                                |
| 6.                                  | "Watchin' Over Me"                                         |                                     | 4:07                                |
| 7.                                  | "SnowTime"                                                 |                                     | 5:48                                |
| 8.                                  | "Before This World / Jolly Springtime" (hợp tác với Sting) |                                     | 5:34                                |
| 9.                                  | "Far Afghanistan"                                          |                                     | 4:04                                |
| 10.                                 | "Wild Mountain Thyme"                                      | Francis McPeake                     | 2:56                                |
| Tổng thời lượng:                    | Tổng thời lượng:                                           | Tổng thời lượng:                    | 41:45                               |

| Before This World — Bài hát thêm cho phiên bản phát hành độc quyền trên Target | Before This World — Bài hát thêm cho phiên bản phát hành độc quyền trên Target | Before This World — Bài hát thêm cho phiên bản phát hành độc quyền trên Target | Before This World — Bài hát thêm cho phiên bản phát hành độc quyền trên Target |
| STT                                                                            | Nhan đề                                                                        | Sáng tác                                                                       | Thời lượng                                                                     |
| ------------------------------------------------------------------------------ | ------------------------------------------------------------------------------ | ------------------------------------------------------------------------------ | ------------------------------------------------------------------------------ |
| 11.                                                                            | "Pretty Boy Floyd"                                                             | Woody Guthrie                                                                  | 5:10                                                                           |
| 12.                                                                            | "I Can't Help It (If I'm Still In Love With You)"                              | Hank Williams                                                                  | 3:53                                                                           |
| 13.                                                                            | "Diamond Joe"                                                                  | Traditional                                                                    | 3:05                                                                           |

| Before This World — CD thêm cho phiên bản giới hạn kèm sách cao cấp | Before This World — CD thêm cho phiên bản giới hạn kèm sách cao cấp | Before This World — CD thêm cho phiên bản giới hạn kèm sách cao cấp | Before This World — CD thêm cho phiên bản giới hạn kèm sách cao cấp |
| STT                                                                 | Nhan đề                                                             | Sáng tác                                                            | Thời lượng                                                          |
| ------------------------------------------------------------------- | ------------------------------------------------------------------- | ------------------------------------------------------------------- | ------------------------------------------------------------------- |
| 1.                                                                  | "9lb Hammer" (Demo năm 2015)                                        |                                                                     | 3:05                                                                |
| 2.                                                                  | "6/4 Shuffle" (Phiên bản nhạc cụ 2015)                              |                                                                     | 2:42                                                                |
| 3.                                                                  | "Joshua Gone Barbados" (Bản thu âm chưa được phát hành từ năm 1983) | Eric Von Schmidt                                                    | 4:04                                                                |
| 4.                                                                  | "Whenever You're Ready" (Biểu diễn trực tiếp năm 2003)              |                                                                     | 4:01                                                                |
| 5.                                                                  | "ShowTimeLine" (Phiên bản mở rộng của bài "SnowTime")               |                                                                     | 9:31                                                                |

| Before This World — DVD thêm cho phiên bản cao cấp | Before This World — DVD thêm cho phiên bản cao cấp                   | Before This World — DVD thêm cho phiên bản cao cấp |
| STT                                                | Nhan đề                                                              | Thời lượng                                         |
| -------------------------------------------------- | -------------------------------------------------------------------- | -------------------------------------------------- |
| 1.                                                 | "There We Were: The Recording of James Taylor's 'Before This World'" | 30:00                                              |
| Tổng thời lượng:                                   | Tổng thời lượng:                                                     | 30:00                                              |

| Before This World — DVD thêm cho phiên bản giới hạn kèm sách cao cấp | Before This World — DVD thêm cho phiên bản giới hạn kèm sách cao cấp                     | Before This World — DVD thêm cho phiên bản giới hạn kèm sách cao cấp |
| STT                                                                  | Nhan đề                                                                                  | Thời lượng                                                           |
| -------------------------------------------------------------------- | ---------------------------------------------------------------------------------------- | -------------------------------------------------------------------- |
| 1.                                                                   | "There We Were: The Recording of James Taylor's 'Before This World'" (Phiên bản mở rộng) | 35:00                                                                |
| Tổng thời lượng:                                                     | Tổng thời lượng:                                                                         | 35:00                                                                |

## Sản xuất
- Dave O'Donnell, James Taylor - sản xuất
- Ted Jensen - master

## Xếp hạng
| \| Bảng xếp hạng (2015) \| Vị trí cao nhất \| \| ------------------------------------------- \| --------------- \| \| Album Úc (ARIA)[18] \| 12 \| \| Album Bỉ (Ultratop Vlaanderen)[19] \| 32 \| \| Album Bỉ (Ultratop Wallonie)[20] \| 88 \| \| Album Canada (Billboard)[21] \| 10 \| \| Album Hà Lan (Album Top 100)[22] \| 13 \| \| Album Đức (Offizielle Top 100)[23] \| 32 \| \| Album Ireland (IRMA)[24] \| 11 \| \| Album Ý (FIMI)[25] \| 22 \| \| Japanese Albums (Japanese Albums Chart)[26] \| 51 \| \| Album New Zealand (RMNZ)[27] \| 12 \| \| Album Na Uy (VG-lista)[28] \| 16 \| \| Album Tây Ban Nha (PROMUSICAE)[29] \| 31 \| \| Album Thụy Sĩ (Schweizer Hitparade)[30] \| 41 \| \| Album Anh Quốc (OCC)[31] \| 4 \| \| Album Hoa Kỳ Billboard 200[32] \| 1 \| |                 |
| Bảng xếp hạng (2015) | Vị trí cao nhất |
| Album Úc (ARIA) | 12              |
| Album Bỉ (Ultratop Vlaanderen) | 32              |
| Album Bỉ (Ultratop Wallonie) | 88              |
| Album Canada (Billboard) | 10              |
| Album Hà Lan (Album Top 100) | 13              |
| Album Đức (Offizielle Top 100) | 32              |
| Album Ireland (IRMA) | 11              |
| Album Ý (FIMI) | 22              |
| Japanese Albums (Japanese Albums Chart) | 51              |
| Album New Zealand (RMNZ) | 12              |
| Album Na Uy (VG-lista) | 16              |
| Album Tây Ban Nha (PROMUSICAE) | 31              |
| Album Thụy Sĩ (Schweizer Hitparade) | 41              |
| Album Anh Quốc (OCC) | 4               |
| Album Hoa Kỳ Billboard 200 | 1               |

## Lịch sử phát hành
| Khu vực        | Ngày phát hành      | Phiên bản                                             | Định dạng       | Nhãn hiệu       | Nguồn  |
| -------------- | ------------------- | ----------------------------------------------------- | --------------- | --------------- | ------ |
| Hoa Kỳ         | 15 tháng 6 năm 2015 | Phiên bản chuẩn                                       | Tải kĩ thuật số | Concord Records | [ 14 ] |
| Hoa Kỳ         | 16 tháng 6 năm 2015 | Phiên bản cao cấp Phiên bản giới hạn kèm sách cao cấp | CD DVD LP Vinyl | Concord Records | [ 33 ] |
| Vương quốc Anh | 15 tháng 6 năm 2015 | Phiên bản chuẩn                                       | CD              | Decca (UMO)     | [ 34 ] |